# Ferreruela (kommunhuvudort)
Ferreruela är en kommunhuvudort i Spanien.   Den ligger i provinsen Provincia de Zamora och regionen Kastilien och Leon, i den nordvästra delen av landet, 250 km nordväst om huvudstaden Madrid. Ferreruela ligger 828 meter över havet och antalet invånare är 580.
Terrängen runt Ferreruela är platt söderut, men norrut är den kuperad. Terrängen runt Ferreruela sluttar söderut. Runt Ferreruela är det mycket glesbefolkat, med 6 invånare per kvadratkilometer. Närmaste större samhälle är Fonfría, 15,7 km söder om Ferreruela. 